# Johann Jacob Bindheim
Johann Jacob Bindheim, auch Johann Jakob Bindheim (* 5. März 1740 in Ragow, Mark Brandenburg; † 17. Januar 1825 in Berlin) war ein deutscher Apotheker und Chemiker.

## Leben
Bindheim arbeitete in der Apotheke Zum Weißen Schwan in Berlin und übernahm diese 1788. Von 1795 bis 1804 war er Apotheker und Professor in Moskau. Danach war er als Privatmann in Berlin.
Er ist für Mineralienanalysen bekannt, wie Zink-, Mangan-, Gold- und Cobalterzen, Asbest, Braunstein, Aquamarin, Beryll, Topas. Er stellte Rostschutzmittel her, Brechweinstein, ätherische Öle und Feuerlöschmittel, befasste sich mit der Konservierung von Mehl und Campherseife.
Das Mineral Bindheimit ist ihm zu Ehren benannt.

## Schriften
- Rapsodien der Philosophischen Pharmakologie. Berlin 1785 (Digitalisat).